# Институт общей и экспериментальной биологии СО РАН
Институт общей и экспериментальной биологии СО РАН — один из институтов Бурятского научного центра Сибирского Отделения Академии Наук. Расположен в Улан-Удэ. Исследует особенности функционирования биологического разнообразия в Байкальском регионе, проводит прикладные изыскания.

## Общие сведения
Основными направлениями научной деятельности института являются проблемы сохранения и использования биологических ресурсов, функционирование, структура и эволюция водных и наземных экосистем, их биологическое разнообразие, изучаются генезис, структура и механизмы функционирования биологического разнообразия и пространственная организация почвенного покрова в Байкальском регионе, анализируются процессы деградации и опустынивания и разрабатываются технологии сохранения и улучшения почв. Также в институте изучают наследие тибетской медицины и вопросы создания на этой основе новых лекарственных препаратов.

## История
Институт был основан в 1981 году на базе Отдела биологии БФ СО РАН (Бурятский институт биологии). Директором-организатором был назначен профессор Эдуард Леонардович Климашевский, член-корр. ВАСХНИЛ, доктор биологических наук. В течение 20 лет (1986—2006 гг.) Институт возглавлял член-корреспондент СО РАН, доктор биологических наук, профессор Владимир Михайлович Корсунов. С 2006 г. директором является доктор биологических наук, профессор Леонид Лазаревич Убугунов.

## Структура
Среди научных подразделений института в настоящее время имеется 10 лабораторий и несколько научных стационаров в различных климатических зонах Забайкалья. Также есть виварий, гербарий, коллекции насекомых, экстремофильных микроорганизмов водных экосистем Прибайкалья и Забайкалья, паразитических организмов бассейна оз. Байкал.
- Лаборатория экологии и географии почв
- Лаборатория биогеохимии и экспериментальной агрохимии
- Лаборатория биохимии почв
- Лаборатория флористики и геоботаники
- Лаборатория экологии и систематики животных
- Лаборатория микробиологии
- Лаборатория паразитологии и экологии гидробионтов
- Лаборатория экспериментальной фармакологии
- Лаборатория медико-биологических исследований
- Лаборатория безопасности биологически активных веществ

- Виварий

- Научные полевые экспериментальные стационары:[3]
  - Байкальский эколого-гидробиологический
  - Баргузинский лесо-экологический
  - Лесостепной мерзлотно-экологический
  - Багдаринский экологический
  - Байкальский мониторинговый

## Дирекция
- Директор — Убугунов Леонид Лазаревич, профессор, доктор биологических наук[2]
- Зам. директора по научной работе:
  - Бадмаев Нимажап Баяржапович, доктор биологических наук.
  - Балданова Дарима Ринчиновна, кандидат биологических наук.
- Учёный секретарь:
  - Козырева Людмила Павловна, кандидат биологических наук
- Учёный секретарь по международным связям:
  - Вишнякова Оксана Владимировна, кандидат биологических наук